# Super Bowl LVII
Der Super Bowl LVII war der 57. Super Bowl, das Endspiel der Saison 2022 der National Football League (NFL) im American Football. Das Spiel wurde am 12. Februar 2023 ab 16:30 Uhr Ortszeit (13. Februar, 0:30 Uhr MEZ) im State Farm Stadium in Glendale, Arizona, zwischen den Philadelphia Eagles und den Kansas City Chiefs ausgetragen. Die Chiefs gewannen das Spiel mit 38:35 und holten damit drei Jahre nach dem Sieg im Super Bowl LIV ihren dritten Super-Bowl-Sieg.

## Austragungsort
Für die Vergabe der Super Bowls LVII und LVIII galt erstmals ein neuer Bewerbungsprozess. Das bisherige Bieterverfahren wurde abgeschafft, stattdessen konnten die NFL-Verantwortlichen nunmehr direkt mit Städten in Verhandlungen treten und ihnen ermöglichen, zusammen mit den Stadionbetreibern, ein Angebot für die Durchführung des Events abzugeben. Am 23. Mai 2018 erfolgte die Bekanntgabe, dass der Super Bowl LVII im State Farm Stadium in Glendale, Arizona stattfinden soll.

## Weg zum Super Bowl
Mit den Philadelphia Eagles, die die National Football Conference (NFC) mit einer Bilanz von 14–3 gewannen, und den Kansas City Chiefs, die die American Football Conference (AFC) ebenfalls mit einer Bilanz von 14–3 für sich entschieden, zogen jeweils die topgesetzten Teams aus beiden Conferences in den Super Bowl ein. Mit den Los Angeles Rams hatte der Vorjahressieger des Super Bowl LVI die Play-offs deutlich verpasst. Die im Super Bowl LVI unterlegenen Cincinnati Bengals waren im AFC Championship Game an den Kansas City Chiefs gescheitert.
Beide Teams hatten bereits innerhalb der letzten Jahre den Super Bowl erreicht und gewonnen. Die Chiefs standen bereits zwei Jahre zuvor im Super Bowl LV, den sie allerdings mit 9:31 gegen die Tampa Bay Buccaneers verloren. Ein Jahr zuvor hatten sie im Super Bowl LIV mit 31:20 gegen die San Francisco 49ers ihren ersten Super-Bowl-Titel seit 50 Jahren gewonnen. Die Eagles hatten fünf Jahre vor dem Super Bowl LVII im Super Bowl LII mit einem 41:33-Sieg gegen die New England Patriots ihren ersten Super Bowl überhaupt gewonnen.
Mit Jason Kelce (Center der Philadelphia Eagles) und Travis Kelce (Tight End der Kansas City Chiefs) spielten erstmals zwei Brüder im Super Bowl gegeneinander. Eine weitere Verbindung zwischen den beiden Teams stellte Kansas Citys Head Coach Andy Reid her, der von 1999 bis 2012 vierzehn Spielzeiten lang Cheftratiner der Eagles gewesen war. Mit Patrick Mahomes und Jalen Hurts standen sich zudem zum ersten Mal zwei schwarze Starting-Quarterbacks im Super Bowl gegenüber.

### Philadelphia Eagles
| NFC East              | NFC East | NFC East | NFC East | NFC East | NFC East | NFC East | NFC East | NFC East | NFC East |
| Team                  | S        | N        | U        | SQ       | P+       | P−       | Diff.    | DIV      | CONF     |
| --------------------- | -------- | -------- | -------- | -------- | -------- | -------- | -------- | -------- | -------- |
| Philadelphia Eagles   | 14       | 3        | 0        | 0,824    | 477      | 344      | +133     | 4–2      | 9–3      |
| Dallas Cowboys        | 12       | 5        | 0        | 0,706    | 467      | 342      | +125     | 4–2      | 8–4      |
| New York Giants       | 9        | 7        | 1        | 0,559    | 365      | 371      | −6       | 1–4–1    | 4–7–1    |
| Washington Commanders | 8        | 8        | 1        | 0,500    | 321      | 343      | −22      | 2–3–1    | 5–6–1    |

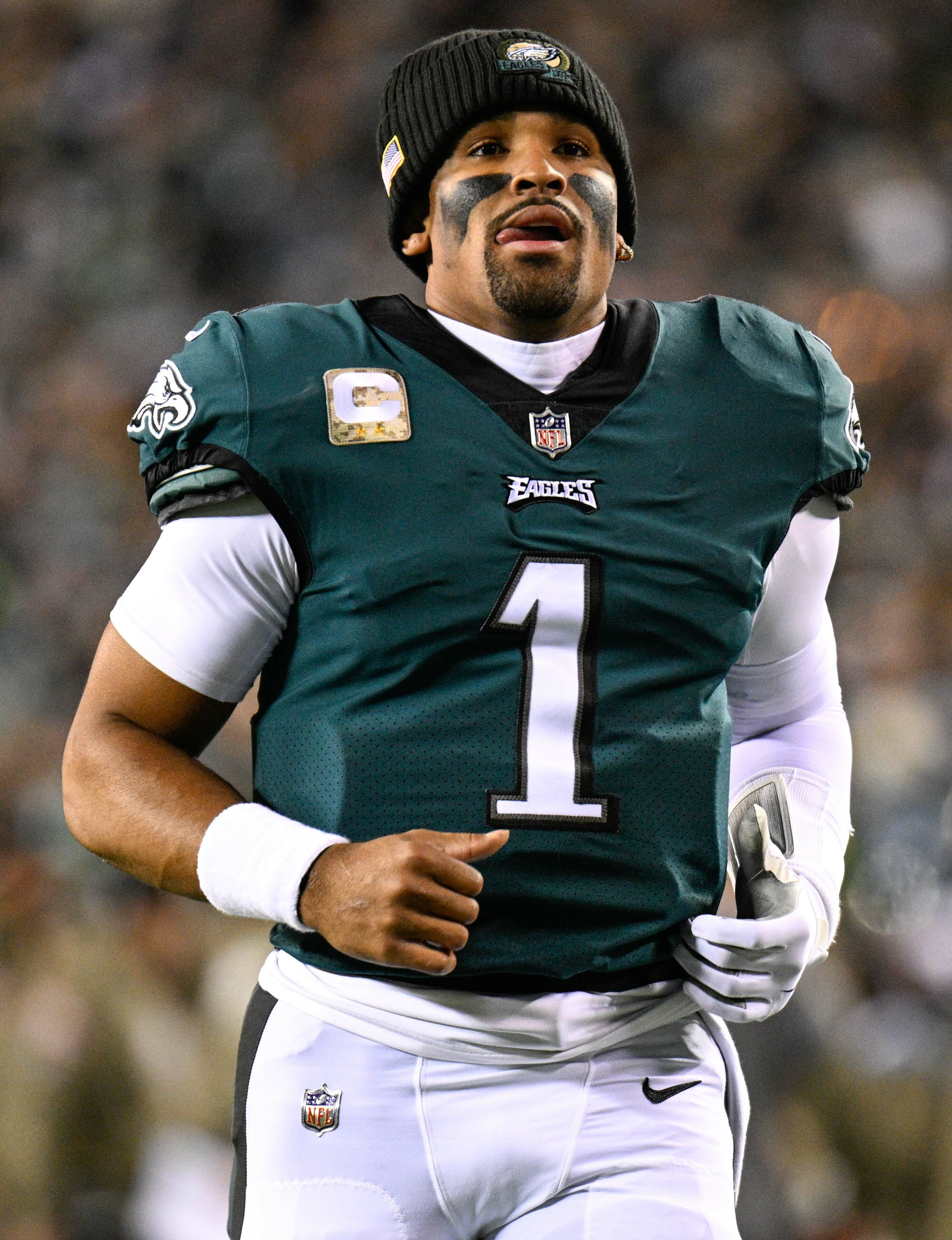
Jalen Hurts, Starting-Quarterback der Philadelphia Eagles (2022)

Aus dem Kader, mit dem die Eagles fünf Jahre zuvor den Super Bowl LII gewonnen hatten, befanden sich noch sieben Spieler im Team, darunter mit Lane Johnson, Jason Kelce und Isaac Seumalo drei Spieler aus der Offensive Line, mit Derek Barnett, Fletcher Cox und Brandon Graham drei Spieler aus der Defensive Line, zudem Kicker Jake Elliott. Dahingegen hatte man sich seit dem Super-Bowl-Sieg sowohl vom damaligen Head Coach Doug Pederson als auch von Starting-Quarterback Carson Wentz sowie dessen Vertreter im Super Bowl Nick Foles getrennt. Seit 2021 wurden die Eagles von Nick Sirianni trainiert. In der Saison 2020 hatte der in der zweiten Runde des Drafts ausgewählte Jalen Hurts nach schwachen Leistungen von Wentz die Position als Starting-Quarterback bei den Eagles für die letzten vier Spiele übernommen. Mit dem Trade von Wentz zu den Indianapolis Colts vor der Saison 2021 wurde Hurts der unangefochtene Starter der Eagles und blieb dies auch in der Saison 2022. Hurts spielte, nachdem er 2021 bereits mit den Eagles die Play-offs erreicht hatte, 2022 die bis dahin beste Saison seiner Karriere und war Finalist bei der Wahl zum Most Valuable Player (MVP) der Saison. Begünstigt wurde Hurts’ Entwicklung durch die Neuverpflichtung von Wide Receiver A. J. Brown, den die Eagles vor der Saison für einen Erst- und einen Drittrundenpick von den Tennessee Titans geholt hatten. Brown stellte mit 1496 Yards Raumgewinn einen neuen Franchiserekord bei den Eagles auf und erzielte elf Touchdowns. Mit DeVonta Smith (1196 Yards und sieben Touchdowns) besaß das Team zudem einen starken Nummer-zwei-Receiver. Zudem zählte die Offensive Line zu den Stärken des Teams. Mit Landon Dickerson, Jason Kelce und Lane Johnson wurden drei Spieler der Eagles in den Pro Bowl gewählt, damit stellte die Offense mit Hurts und Brown sowie Runningback Miles Sanders insgesamt sechs Pro Bowler. In der Defense erhielten Cornerback Darius Slay und Edge Rusher Haason Reddick Einladungen zum All-Star-Spiel.
Trotz einer starken Division, in der drei Teams die Play-offs und dort auch die zweite Runde erreichen sollten, behielten die Eagles über weite Teile der Saison die Spitzenposition in der NFC inne. Nach dem verletzungsbedingten Ausfall von Hurts und zwei Niederlagen in Folge kurz vor Saisonende konnte man sich den Nummer-eins-Seed aber erst am letzten Spieltag sichern. Es war erst das zweite Mal (nach dem Super-Bowl-Sieg fünf Jahre zuvor), dass die Eagles die beste Bilanz der Regular Season in der NFC aufwiesen. Nachdem die Eagles in der ersten Runde der Play-offs spielfrei gehabt hatten, trafen sie in der Divisional Round auf die New York Giants, eines der Überraschungsteams der Saison, das in der ersten Runde die als stärker eingeschätzten Minnesota Vikings ausgeschaltet hatte. Nach einer 28:0-Halbzeitführung gelang Philadelphia ein ungefährdeter 38:7-Sieg über die Giants. Ähnlich einseitig verlief das NFC Championship Game gegen die zweitgesetzten San Francisco 49ers, die zuvor zwölf Spiele in Folge gewonnen hatten, Philadelphia gewann mit 31:7. Allerdings hatten sich mit Brock Purdy und Josh Johnson beide Quarterbacks der 49ers während der Partie verletzt.

### Kansas City Chiefs
| AFC West             | AFC West | AFC West | AFC West | AFC West | AFC West | AFC West | AFC West | AFC West | AFC West |
| Team                 | S        | N        | U        | SQ       | P+       | P−       | Diff.    | DIV      | CONF     |
| -------------------- | -------- | -------- | -------- | -------- | -------- | -------- | -------- | -------- | -------- |
| Kansas City Chiefs   | 14       | 3        | 0        | 0,824    | 496      | 369      | +127     | 6–0      | 9–3      |
| Los Angeles Chargers | 10       | 7        | 0        | 0,588    | 391      | 384      | +7       | 2–4      | 7–5      |
| Las Vegas Raiders    | 6        | 11       | 0        | 0,353    | 395      | 418      | −23      | 3–3      | 5–7      |
| Denver Broncos       | 5        | 12       | 0        | 0,294    | 287      | 359      | −72      | 1–5      | 3–9      |

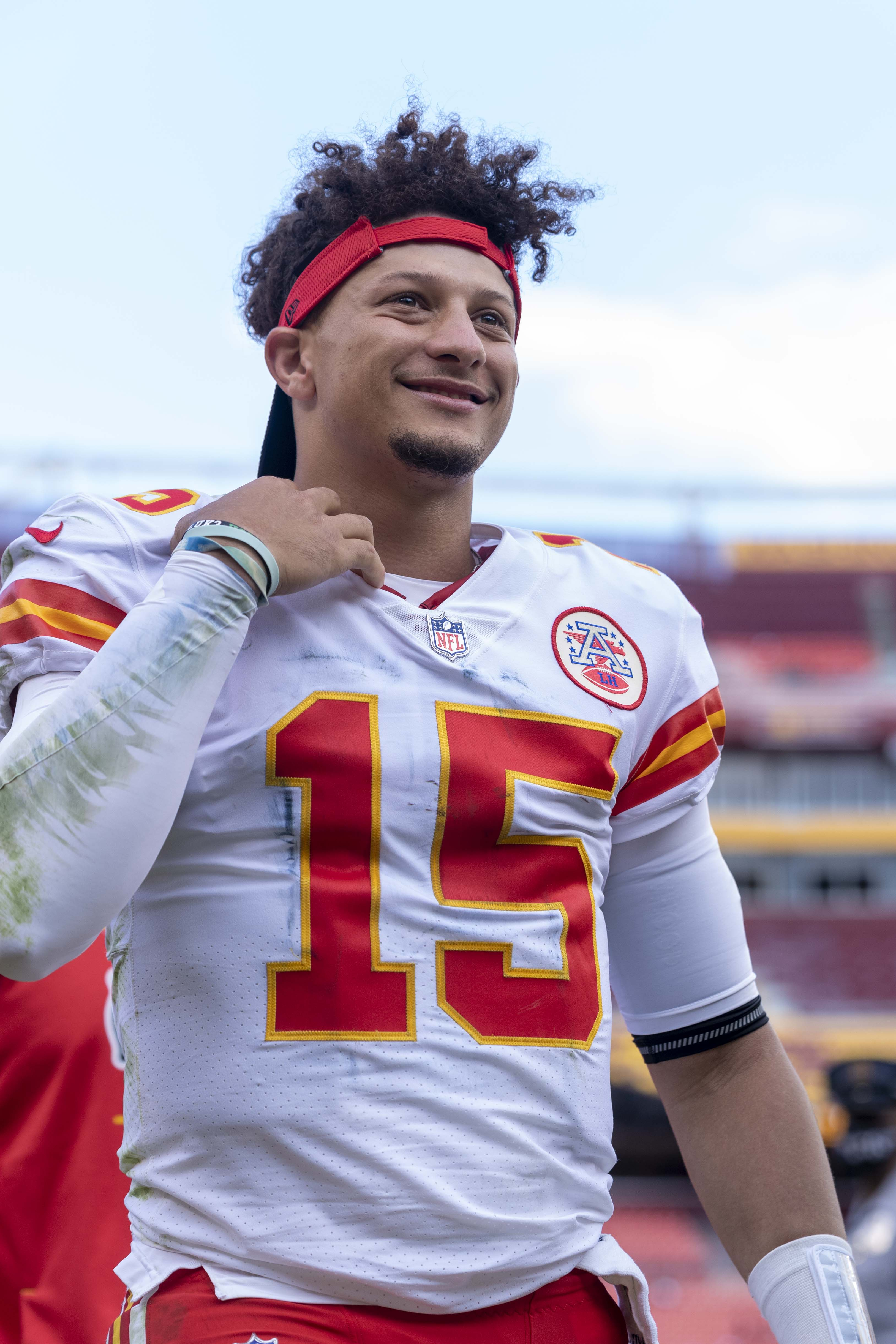
Patrick Mahomes, Starting-Quarterback der Kansas City Chiefs (2021)

Mit Head Coach Andy Reid, Quarterback Patrick Mahomes, Tight End Travis Kelce und Defensive Tackle Chris Jones hatten mehrere Säulen, die das Team bereits beim Super-Bowl-Sieg drei Jahre zuvor getragen hatten, auch 2022 einen großen Anteil am Super-Bowl-Einzug der Chiefs. Dahingegen hatte man sich auf der Wide-Receiver-Position im Vergleich zu den Vorjahren völlig neu aufgestellt und Star-Receiver Tyreek Hill vor der Saison 2022 an die Miami Dolphins abgegeben. Die Neuverpflichtungen von Skyy Moore, Marquez Valdes-Scantling, JuJu Smith-Schuster, Kadarius Toney konnten diesen Abgang jedoch gesammelt auffangen und das Passspiel der Chiefs zählte auch in diesem Jahr zu den stärksten der Liga. Auch die Offensive Line hatte seit dem Super-Bowl-Sieg eine Rundumerneuerung erfahren, nachdem man bei der Niederlage im Super Bowl LV vor allem an der schwachen Leistung der Offensive Line gescheitert war. Per Trade hatte man Left Tackle Orlando Brown Jr. von den Baltimore Ravens geholt, zudem in der Free Agency Left Guard Joe Thuney verpflichtet und im Draft 2021 Center Creed Humphrey und Right Guard Trey Smith ausgewählt. Mit Mahomes, Kelce, den drei Offensive Linemen Brown, Thuney und Humphrey sowie Defensive Tackle Jones und Punter Tommy Townsend stellte Kansas City 2022 sieben Pro Bowler.
Nach einer spielfreien ersten Runde trafen die Chiefs in der Divisional Round auf die Jacksonville Jaguars, die sie mit 27:20 besiegten. Überschattet wurde dieser Sieg jedoch von einer Verletzung von Quarterback Mahomes. Aufgrund einer Verstauchung des oberen Sprunggelenks hatte er die Partie zwischenzeitlich verlassen müssen und war durch Chad Henne ersetzt worden, ob er für das AFC Championship Game gegen die Cincinnati Bengals wieder spielen könnte, war zunächst ungewiss, obwohl er gegen Jacksonville trotz Schmerzen zu Ende gespielt hatte. Mahomes konnte letztlich spielen und gegen den Super-Bowl-Teilnehmer aus dem Vorjahr aus Cincinnati entwickelte sich eine enge Partie, die Kansas City am Ende knapp mit 23:20 für sich entscheiden konnte.

### Play-offs
Die Play-offs begannen am 14. Januar 2023. Die beiden Super-Bowl-Teilnehmer stiegen jedoch erst eine Woche später ein, da sie jeweils als topgesetztes Team in der ersten Runde spielfrei hatten.
| Setzliste der Playoffs | Setzliste der Playoffs | Setzliste der Playoffs | Setzliste der Playoffs | Setzliste der Playoffs |
| Pos.                   | AFC                    | AFC                    | NFC                    | NFC                    |
| ---------------------- | ---------------------- | ---------------------- | ---------------------- | ---------------------- |
| 1                      | Kansas City Chiefs     | Sieger West            | Philadelphia Eagles    | Sieger East            |
| 2                      | Buffalo Bills          | Sieger East            | San Francisco 49ers    | Sieger West            |
| 3                      | Cincinnati Bengals     | Sieger North           | Minnesota Vikings      | Sieger North           |
| 4                      | Jacksonville Jaguars   | Sieger South           | Tampa Bay Buccaneers   | Sieger South           |
| 5                      | Los Angeles Chargers   | West                   | Dallas Cowboys         | East                   |
| 6                      | Baltimore Ravens       | North                  | New York Giants        | East                   |
| 7                      | Miami Dolphins         | East                   | Seattle Seahawks       | West                   |

|  |                                  |                                  |                                  |              |               |                                    |                             |                             |                               |              |                          |                          |                          |                 |  |            |             |            |
|  | Wild Card Round                  | Wild Card Round                  | Wild Card Round                  |              |               | Divisional Round                   | Divisional Round            | Divisional Round            |                               |              | Conference Championships | Conference Championships | Conference Championships |                 |  | Super Bowl | Super Bowl  | Super Bowl |
|  | Wild Card Round                  | Wild Card Round                  | Wild Card Round                  |              |               | Divisional Round                   | Divisional Round            | Divisional Round            |                               |              | Conference Championships | Conference Championships | Conference Championships |                 |  | Super Bowl | Super Bowl  | Super Bowl |
|  |                                  |                                  |                                  |              |               |                                    |                             |                             |                               |              |                          |                          |                          |                 |  |            |             |            |
|  |                                  |                                  |                                  |              |               | 21. Jan. – Lincoln Financial Field |                             |                             |                               |              |                          |                          |                          |                 |  |            |             |            |
|  | 15. Jan. – U.S. Bank Stadium     |                                  |                                  |              |               |                                    |                             |                             |                               |              |                          |                          |                          |                 |  |            |             |            |
|  |                                  |                                  | 1                                | Philadelphia | 38            |                                    |                             |                             |                               |              |                          |                          |                          |                 |  |            |             |            |
|  | 3                                | Minnesota                        | 1                                | Philadelphia | 38            | 24                                 |                             |                             |                               |              |                          |                          |                          |                 |  |            |             |            |
|  | 3                                | Minnesota                        |                                  |              | 6             | 24                                 | NY Giants                   | 7                           |                               |              |                          |                          |                          |                 |  |            |             |            |
|  | 6                                | NY Giants                        | 31                               |              |               |                                    |                             |                             |                               |              |                          |                          |                          |                 |  |            |             |            |
|  | 6                                | NY Giants                        | 31                               |              |               | 29. Jan. – Lincoln Financial Field |                             |                             |                               |              |                          |                          |                          |                 |  |            |             |            |
|  |                                  |                                  |                                  |              |               |                                    |                             |                             |                               |              |                          |                          |                          |                 |  |            |             |            |
|  |                                  |                                  |                                  |              |               |                                    |                             |                             | 1                             | Philadelphia | 31                       |                          |                          |                 |  |            |             |            |
|  | 14. Jan. – Levi’s Stadium        |                                  |                                  |              |               |                                    |                             |                             | 1                             | Philadelphia | 31                       |                          |                          |                 |  |            |             |            |
|  |                                  |                                  |                                  |              |               |                                    |                             | 2                           | San Francisco                 | 7            |                          |                          |                          |                 |  |            |             |            |
|  | 2                                | San Francisco                    | 41                               |              |               |                                    |                             |                             | San Francisco                 | 7            |                          |                          |                          |                 |  |            |             |            |
|  | 2                                | San Francisco                    | 41                               |              |               | NFC Championship                   |                             |                             |                               |              |                          |                          |                          |                 |  |            |             |            |
|  | 7                                | Seattle                          | 23                               |              |               | 22. Jan. – Levi’s Stadium          | 22. Jan. – Levi’s Stadium   | 22. Jan. – Levi’s Stadium   |                               |              |                          |                          |                          |                 |  |            |             |            |
|  | 7                                | Seattle                          | 23                               |              |               |                                    | 22. Jan. – Levi’s Stadium   | 22. Jan. – Levi’s Stadium   |                               |              |                          |                          |                          |                 |  |            |             |            |
|  |                                  |                                  |                                  | 2            | San Francisco | 19                                 |                             |                             |                               |              |                          |                          |                          |                 |  |            |             |            |
|  |                                  |                                  |                                  | 2            | San Francisco | 19                                 |                             |                             |                               |              |                          |                          |                          |                 |  |            |             |            |
|  | 16. Jan. – Raymond James Stadium | 16. Jan. – Raymond James Stadium | 16. Jan. – Raymond James Stadium |              |               | 5                                  | Dallas                      | 12                          |                               |              |                          |                          |                          |                 |  |            |             |            |
|  | 16. Jan. – Raymond James Stadium | 16. Jan. – Raymond James Stadium | 16. Jan. – Raymond James Stadium |              |               | 5                                  | Dallas                      | 12                          | 12. Feb. – State Farm Stadium |              |                          |                          |                          |                 |  |            |             |            |
|  | 4                                | Tampa Bay                        | 14                               |              |               |                                    |                             |                             |                               |              |                          |                          |                          |                 |  |            |             |            |
|  | 4                                | Tampa Bay                        | 14                               |              |               |                                    |                             |                             |                               |              |                          | N1                       | Philadelphia             | 35              |  |            |             |            |
|  | 5                                | Dallas                           | 31                               |              |               |                                    |                             |                             |                               |              |                          |                          |                          | 35              |  |            |             |            |
|  | 5                                | Dallas                           | 31                               |              |               |                                    |                             |                             |                               |              |                          |                          |                          |                 |  | A1         | Kansas City | 38         |
|  |                                  |                                  |                                  |              |               |                                    |                             |                             |                               |              |                          |                          |                          |                 |  | A1         | Kansas City | 38         |
|  |                                  |                                  |                                  |              |               |                                    |                             |                             |                               |              |                          |                          |                          | Super Bowl LVII |  |            |             |            |
|  |                                  |                                  |                                  |              |               | 21. Jan. – Arrowhead Stadium       |                             |                             |                               |              |                          |                          |                          |                 |  |            |             |            |
|  | 14. Jan. – TIAA Bank Field       |                                  |                                  |              |               |                                    |                             |                             |                               |              |                          |                          |                          |                 |  |            |             |            |
|  |                                  |                                  | 1                                | Kansas City  | 27            |                                    |                             |                             |                               |              |                          |                          |                          |                 |  |            |             |            |
|  | 4                                | Jacksonville                     | 1                                | Kansas City  | 27            | 31                                 |                             |                             |                               |              |                          |                          |                          |                 |  |            |             |            |
|  | 4                                | Jacksonville                     |                                  |              | 4             | 31                                 | Jacksonville                | 20                          |                               |              |                          |                          |                          |                 |  |            |             |            |
|  | 5                                | LA Chargers                      | 30                               |              |               |                                    |                             |                             |                               |              |                          |                          |                          |                 |  |            |             |            |
|  | 5                                | LA Chargers                      | 30                               |              |               | 29. Jan. – Arrowhead Stadium       |                             |                             |                               |              |                          |                          |                          |                 |  |            |             |            |
|  |                                  |                                  |                                  |              |               |                                    |                             |                             |                               |              |                          |                          |                          |                 |  |            |             |            |
|  |                                  |                                  |                                  |              |               |                                    |                             |                             | 1                             | Kansas City  | 23                       |                          |                          |                 |  |            |             |            |
|  | 15. Jan. – Highmark Stadium      |                                  |                                  |              |               |                                    |                             |                             | 1                             | Kansas City  | 23                       |                          |                          |                 |  |            |             |            |
|  |                                  |                                  |                                  |              |               |                                    |                             | 3                           | Cincinnati                    | 20           |                          |                          |                          |                 |  |            |             |            |
|  | 2                                | Buffalo                          | 34                               |              |               |                                    |                             |                             | Cincinnati                    | 20           |                          |                          |                          |                 |  |            |             |            |
|  | 2                                | Buffalo                          | 34                               |              |               | AFC Championship                   |                             |                             |                               |              |                          |                          |                          |                 |  |            |             |            |
|  | 7                                | Miami                            | 31                               |              |               | 22. Jan. – Highmark Stadium        | 22. Jan. – Highmark Stadium | 22. Jan. – Highmark Stadium |                               |              |                          |                          |                          |                 |  |            |             |            |
|  | 7                                | Miami                            | 31                               |              |               |                                    | 22. Jan. – Highmark Stadium | 22. Jan. – Highmark Stadium |                               |              |                          |                          |                          |                 |  |            |             |            |
|  |                                  |                                  |                                  | 2            | Buffalo       | 10                                 |                             |                             |                               |              |                          |                          |                          |                 |  |            |             |            |
|  |                                  |                                  |                                  | 2            | Buffalo       | 10                                 |                             |                             |                               |              |                          |                          |                          |                 |  |            |             |            |
|  | 15. Jan. – Paycor Stadium        | 15. Jan. – Paycor Stadium        | 15. Jan. – Paycor Stadium        |              |               | 3                                  | Cincinnati                  | 27                          |                               |              |                          |                          |                          |                 |  |            |             |            |
|  | 15. Jan. – Paycor Stadium        | 15. Jan. – Paycor Stadium        | 15. Jan. – Paycor Stadium        |              |               | 3                                  | Cincinnati                  | 27                          |                               |              |                          |                          |                          |                 |  |            |             |            |
|  | 3                                | Cincinnati                       | 24                               |              |               |                                    |                             |                             |                               |              |                          |                          |                          |                 |  |            |             |            |
|  | 3                                | Cincinnati                       | 24                               |              |               |                                    |                             |                             |                               |              |                          |                          |                          |                 |  |            |             |            |
|  | 6                                | Baltimore                        | 17                               |              |               |                                    |                             |                             |                               |              |                          |                          |                          |                 |  |            |             |            |
|  | 6                                | Baltimore                        | 17                               |              |               |                                    |                             |                             |                               |              |                          |                          |                          |                 |  |            |             |            |

## Startaufstellung
Die Startaufstellungen der beiden Mannschaften sahen wie folgt aus:
| Kansas City              | Position | Philadelphia          |
| ------------------------ | -------- | --------------------- |
| Offense                  |          |                       |
| Travis Kelce             | TE/WR    | A. J. Brown           |
| Noah Gray                | TE       | Dallas Goedert        |
| Orlando Brown Jr.        | LT       | Jordan Mailata        |
| Joe Thuney               | LG       | Landon Dickerson      |
| Creed Humphrey           | C        | Jason Kelce           |
| Trey Smith               | RG       | Isaac Seumalo         |
| Andrew Wylie             | RT       | Lane Johnson          |
| JuJu Smith-Schuster      | WR       | Quez Watkins          |
| Marquez Valdes-Scantling | WR       | DeVonta Smith         |
| Patrick Mahomes          | QB       | Jalen Hurts           |
| Isiah Pacheco            | RB       | Miles Sanders         |
| Defense                  |          |                       |
| George Karlaftis         | DE/DT    | Linval Joseph         |
| Derrick Nnadi            | DT       | Fletcher Cox          |
| Chris Jones              | DT       | Javon Hargrave        |
| Frank Clark              | DE       | Josh Sweat            |
| Nick Bolton              | LB       | Haason Reddick        |
| Willie Gay               | LB       | T. J. Edwards         |
| Jaylen Watson            | CB       | Avonte Maddox         |
| L’Jarius Sneed           | CB       | James Bradberry       |
| Trent McDuffie           | CB       | Darius Slay           |
| Juan Thornhill           | S        | Marcus Epps           |
| Justin Reid              | S        | C. J. Gardner-Johnson |

## Spielzusammenfassung

### 1. Hälfte
Die Kansas City Chiefs gewannen den Münzwurf und entschieden sich, den Philadelphia Eagles das erste Angriffsrecht zu überlassen, um in der zweiten Hälfte als erstes Team in Ballbesitz zu kommen. Beiden Teams gelang in ihrem ersten Drive ein Touchdown: Die Eagles ging nach elf Spielzügen durch einen 1-Yard-Lauf von Quarterback Jalen Hurts und anschließendem erfolgreichem Point after Touchdown (PAT) von Jake Elliott mit 7:0 in Führung, die Chiefs glichen im Anschluss nach sechs Spielzügen mit einem Pass über 18 Yards von Quarterback Patrick Mahomes auf Tight End Travis Kelce sowie erfolgreichem PAT durch Harrison Butker aus. In ihrer zweiten Angriffsserie erreichten die Eagles keinen neuen ersten Versuch, sodass sie den Ballbesitz mit einem Punt an die Chiefs abgaben. Im folgenden Drive drangen die Chiefs erneut in die gegnerische Hälfte vor, blieben aber nach einem vergebenen Field-Goal-Versuch von Butker aus 42 Yards ebenfalls ohne Punkte. Die Eagles gingen anschließend mit einem 45-Yards-Touchdown-Pass von Hurts auf A. J. Brown und anschließendem Extrapunkt mit 14:7 erneut in Führung. Kansas City gelang daraufhin kein neues First Down und Philadelphias Offense erreichte schnell die Mitte des Feldes. Bei 3rd Down & 1 unterlief den Eagles allerdings ein Frühstart, der sie fünf Yards kostete, und beim folgenden Spielzug verlor Hurts den Ball, woraufhin Chiefs-Linebacker Nick Bolton den Ball aufnehmen und zu einem Touchdown in die gegnerische Endzone tragen konnte. Damit glichen die Chiefs mit einem Extrapunkt erneut aus. Philadelphia gelang daraufhin wieder eine erfolgreiche Angriffserie, die Jalen Hurts mit einem Lauf zum Touchdown über 4 Yards abschloss. Der folgende Drive der Chiefs endete in einem Punt, zudem wirkte Mahomes nach einem Tackle durch T. J. Edwards an seinem verletzten Knöchel angeschlagen und humpelte vom Feld. Vor der Halbzeitpause erhöhten die Eagles mit dem Auslaufen der Uhr durch ein Field Goal von Elliott aus 35 Yards auf 24:14.

### 2. Hälfte
Mahomes zeigte sich zu Beginn der zweiten Halbzeit wieder einsatzbereit und die Chiefs eröffneten die zweiten Hälfte mit einem Touchdown-Drive, den Runningback Isiah Pacheco mit einem 1-Yard-Lauf abschloss, damit verkürzte Kansas City auf 21:24. Die Eagles erhöhten danach mit einem 33-Yards-Field-Goal auf 27:21, in der nächsten Angriffsserie ging Kansas City allerdings erstmals in Führung. Kadarius Toney konnte mit einer angetäuschten Bewegung Eagles-Verteidiger Darius Slay abschütteln und unbedrängt einen 5-Yards-Pass zum Touchdown fangen, der folgende Extrapunkt bedeutete einen neuen Spielstand von 28:27. Anschließend ermöglichte ein schwacher Punt von Eagles-Punter Arryn Siposs einen Return über 65 Yards durch Toney, woraufhin die Chiefs in ihrem nächsten Angriff bereits fünf Yards der Endzone standen und – mit dem spiegelverkehrt gleichen Spielzug wie zuvor beim Touchdown von Toney – mit einem 4-Yards-Pass auf Skyy Moore zum Touchdown sowie einem anschließenden PAT ihre Führung auf 35:27 ausbauten. Philadelphia konnte allerdings schnell ausgleichen, nach einem 45-Yards-Pass von Hurts auf DeVonta Smith lief Hurts aus 2 Yards selbst in die Endzone und absolvierte auch die anschließende Two-Point-Conversion selbst, womit es 35:35 stand. Daraufhin gelang den Kansas City Chiefs eine lange Angriffsserie, die bis auf wenige Sekunden die restliche Zeit von der Uhr nahm. Acht Sekunden vor Schluss gingen die Chiefs durch ein Field Goal von Butker aus 27 Yards in Führung und gewannen das Spiel mit 38:35.

### Statistiken
Patrick Mahomes brachte 21 von 27 Pässen für 182 Yards und drei Touchdowns ans Ziel, zudem erlief er 44 Yards bei sechs Versuchen. Er wurde als Super Bowl MVP ausgezeichnet. Mahomes gewann als erster Spieler seit Kurt Warner 1999, der als MVP der Regular Season ausgezeichnet worden war, den Super Bowl. Sein Gegenspieler Jalen Hurts brachte 27 von 38 Pässen für 304 Yards und einen Touchdown an. Außerdem erlief er bei 15 Versuchen 70 Yards und drei Touchdowns – jeweils neue Bestwerte eines Quarterbacks in einem Super Bowl. Damit war er auch erfolgreichster Läufer bei den Eagles, bei den Chiefs kam Runningback Isiah Pacheco bei 15 Versuchen auf 76 Yards und einen Touchdown. Erfolgreichste Passempfänger der beiden Teams waren Tight End Travis Kelce bei den Chiefs mit sechs gefangenen Pässen für 81 Yards und einen Touchdown sowie Wide Receiver DeVonta Smith bei den Eagles mit sieben gefangenen Pässen für 100 Yards. Der Punt Return von Toney über 65 Yards war der längste Punt Return der Super-Bowl-Geschichte.

## Punkteübersicht
| Quarter | Spielzeit | Spielzug (Drive)  | Spielzug (Drive) | Spielzug (Drive)       | Team   | Informationen zum Punktgewinn                                                                                              | Punkte | Punkte |
| Quarter | Spielzeit | Spielzüge (plays) | Raumgewinn       | Dauer des Ballbesitzes | Team   | Informationen zum Punktgewinn                                                                                              | Chiefs | Eagles |
| ------- | --------- | ----------------- | ---------------- | ---------------------- | ------ | --- | ------ | ------ |
| 1       | 10:09     | 11 plays          | 75 Yards         | 4:51                   | Eagles | Jalen Hurts mit einem 1-Yard-Touchdown-Lauf; PAT erfolgreich verwandelt von Jake Elliott                                   | 0      | 7      |
| 1       | 6:57      | 6 plays           | 75 Yards         | 3:12                   | Chiefs | Travis Kelce mit einem 18-Yards-Touchdown nach Zuspiel von Patrick Mahomes; PAT erfolgreich verwandelt von Harrison Butker | 7      | 7      |
| 2       | 14:52     | 5 plays           | 68 Yards         | 2:32                   | Eagles | A. J. Brown mit einem 45-Yards-Touchdown nach Zuspiel von Hurts; PAT erfolgreich verwandelt von Elliott                    | 7      | 14     |
| 2       | 9:39      | –                 | –                | –                      | Chiefs | Nick Bolton mit einem 35-Yards-Fumble-Return-Touchdown; PAT erfolgreich verwandelt von Butker                              | 14     | 14     |
| 2       | 2:20      | 12 plays          | 75 Yards         | 7:19                   | Eagles | Hurts mit einem 4-Yards-Touchdown-Lauf; PAT erfolgreich verwandelt von Elliott                                             | 14     | 21     |
| 2       | 0:00      | 8 plays           | 40 Yards         | 1:22                   | Eagles | Field Goal aus 35 Yards von Elliott                                                                                        | 14     | 24     |
| 3       | 9:30      | 10 plays          | 75 Yards         | 5:30                   | Chiefs | Isiah Pacheco mit einem 1-Yard-Touchdown-Lauf; PAT erfolgreich verwandelt von Butker                                       | 21     | 24     |
| 3       | 1:45      | 17 plays          | 60 Yards         | 7:45                   | Eagles | Field Goal aus 33 Yards von Elliott                                                                                        | 21     | 27     |
| 4       | 12:04     | 9 plays           | 75 Yards         | 4:41                   | Chiefs | Kadarius Toney mit einem 5-Yards-Touchdown nach Zuspiel von Mahomes; PAT erfolgreich verwandelt von Butker                 | 28     | 27     |
| 4       | 9:22      | 3 plays           | 5 Yards          | 0:49                   | Chiefs | Skyy Moore mit einem 4-Yards-Touchdown nach Zuspiel von Mahomes; PAT erfolgreich verwandelt von Butker                     | 35     | 27     |
| 4       | 5:15      | 8 plays           | 75 Yards         | 4:07                   | Eagles | Hurts mit einem 2-Yards-Touchdown-Lauf; Two-Point-Conversion erfolgreich nach Lauf von Hurts                               | 35     | 35     |
| 4       | 0:08      | 12 plays          | 66 Yards         | 5:07                   | Chiefs | Field Goal aus 27 Yards von Butker                                                                                         | 38     | 35     |

## Schiedsrichter

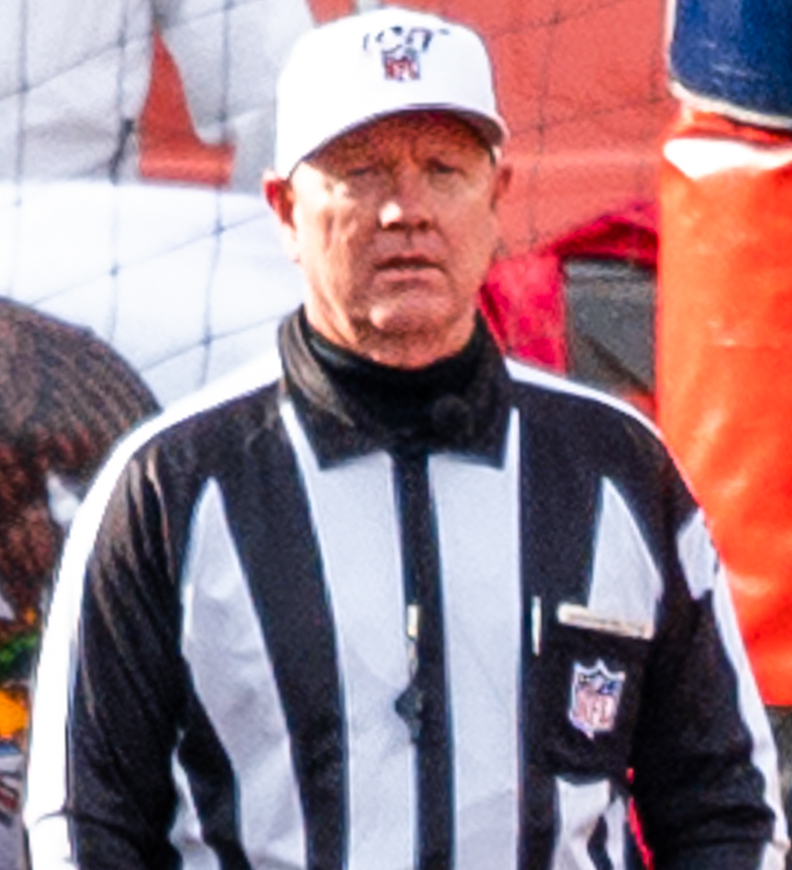
Referee Carl Cheffers (2019)

Am 24. Januar 2023 gab die NFL die Schiedsrichter-Crew bekannt. Diese bestand aus Referee Carl Cheffers, Umpire Roy Ellison, Down Judge Jerod Phillips, Line Judge Jeff Bergman, Field Judge John Jenkins, Side Judge Eugene Hall und Back Judge Dino Paganelli.

## TV-Übertragung
In den Vereinigten Staaten wurde der Super Bowl LVII gemäß dem jährlichen Wechsel von Fox übertragen.
Im deutschsprachigen Raum übertrugen zum letzten Mal der deutsche Sender ProSieben und der österreichische Sender Puls 4 den Super Bowl LVII, ab dem folgenden Jahr liegen die Rechte bei RTL. Darüber hinaus zeigten der Streamingdienst DAZN und die NFL auf ihrer eigenen Streamingplattform, dem NFL Gamepass, das Spiel.
Einschaltquoten der Übertragung bei ProSieben in Deutschland:
|                             | Zuschauerzahl ab 3 Jahren                  | Marktanteil ab 3 Jahren              | Zuschauerzahl 14- bis 49-Jährige           | Marktanteil 14- bis 49-Jährige       |
| --------------------------- | ------------------------------------------ | ------------------------------------ | ------------------------------------------ | ------------------------------------ |
| Vorberichte                 | 1,47 Mio.                                  | 10,1 %                               | 0,94 Mio.                                  | 24,8 %                               |
| 1. Viertel                  | 1,77 Mio.                                  | 25,4 %                               | 1,13 Mio.                                  | 51,2 %                               |
| 2. Viertel                  | 1,53 Mio.                                  | 31,4 %                               | 1,05 Mio.                                  | 61,7 %                               |
| Halbzeitshow                | 1,51 Mio.                                  | 38,6 %                               | 1,06 Mio.                                  | 70,0 %                               |
| 3. Viertel                  | 1,27 Mio. (bis 3 Uhr) 1,51 Mio. (ab 3 Uhr) | 37,5 % (bis 3 Uhr) 43,6 % (ab 3 Uhr) | 0,88 Mio. (bis 3 Uhr) 1,01 Mio. (ab 3 Uhr) | 67,9 % (bis 3 Uhr) 70,7 % (ab 3 Uhr) |
| 4. Viertel                  | 1,39 Mio.                                  | 43,8 %                               | 0,92 Mio.                                  | 71,3 %                               |
| Siegerehrung & Nachberichte | 0,95 Mio.                                  | 35,2 %                               | 0,68 Mio.                                  | 65,6 %                               |

## Rahmenprogramm
Die Halbzeitshow wurde von Rihanna bestritten. Zudem sangen vor Spielbeginn Country-Sänger Chris Stapleton die US-amerikanische Nationalhymne und der R&B-Sänger Babyface America the Beautiful.